# مهدی‌بیگ حاجینسکی
مهدی‌بیگ حاجینسکی (ترکی آذربایجانی: Mehdi bəy Hacinski) بازیگر، روزنامه‌نگار و سیاستمدار اهل آذربایجان بود. او معاونت وزیر امور داخله، وزارت مالیات، و نیز نمایندگی مجلس جمهوری خلق آذربایجان را در کارنامه خود داشت.

## زندگی‌نامه
مهدی‌بیگ حاجینسکی در سال ۱۹۷۸، در شهر باکوی امپراتوری روسیه زاده شد. وی که از سال ۱۹۰۶، رئیس بخش تئاتر سازمان خیریه «نجات» بود، از سال ۱۹۱۴ معاونت قسمت تئات سازمان «شفا» را عهده‌دار شد. پس از کسب شهرت به عنوان نویسنده، کتاب‌های تعداد زیادی راجع به تئاتر، هنر و فرهنگ آذربایجانی به تألیف درآورد. از سال ۱۹۰۸، به عنوان بازیگر روی صحنه رفت. حاجینسکی شخصی بود، که عزیر حاجی‌بیگف از وی به خاطر اپرای لیلی و مجنون با اعطای جایزه ای تقدیر نموده بود.

## کارنامه سیاسی
در پی انحلال جمهوری فدرال دموکراتیک قفقاز جنوبی، مهدی‌بیگ حاجینسکی عضو هیئت رئیسه شورای ملی آذربایجان انتخاب شد؛ شورایی که مدتی بعد استقلال جمهوری دمکراتیک آذربایجان را در ۲۸ مه سال ۱۹۱۸ رسماً اعلام کرد. همزمان با تأسیس نخستین دوره مجلس جمهوری دمکراتیک در ۷ دسامبر ۱۹۱۸، وی به جانشینی علیمردان توپچوباشوف گماشته و همچنین به عنوان دبیر مجلس برگزیده شد. بعد از شکل‌گیری دوره سوم مجلس به ریاست فتحعلی‌خان خویسکی، حاجینسکی به زمامداری وزارت مالیات رسید.
متعاقب اشغال جمهوری دمکراتیک توسط بلشویک‌ها و استقرار نظام شوروی بر این کشور، حاجینسکی اقدام به مهاجرت نکرده و در سال ۱۹۴۱، در باکو درگذشت.